# Holiday (chanson des Bee Gees)
Pour les articles homonymes, voir Holiday.
Clip vidéo
[vidéo] « Bee Gees - Holiday (1967) », sur YouTube
[vidéo] « Andy Gibb - Holiday, avec ABBA et Olivia Newton-John », sur YouTube
Holiday (littéralement « Jour de fête », en anglais) est une chanson pop baroque-pop psychédélique, écrite et composée par les frères Barry Gibb et Robin Gibb des Bee Gees, qui l'enregistrent en single, extrait de leur troisième album, Bee Gees' 1st, de 1967,, un des plus importants succès internationaux de leur carrière.

## Histoire

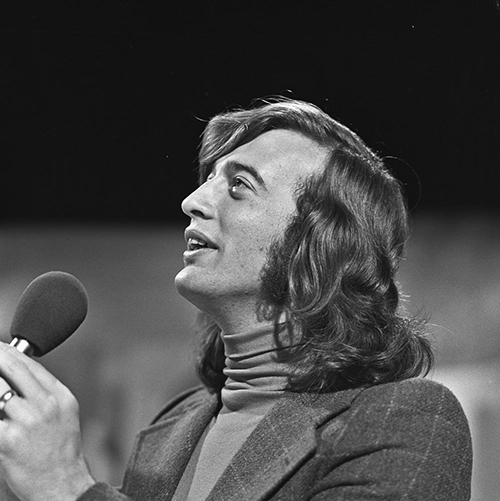
Robin Gibb (1973)

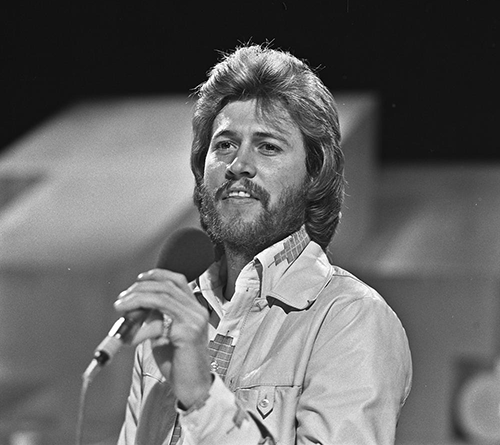
Barry Gibb (1973)

Après avoir débuté leur carrière très jeunes, avec deux premiers albums, sans succès, en 1958 en Australie, les trois frères Gibb retournent en 1966 en Angleterre, d'où ils sont originaires, pour enregistrer leur troisième album, Bee Gees' 1st, en 1967, au Studios IBC de Londres, avec en particulier cette chanson pop baroque-pop psychédélique, accompagnée d'un orchestre symphonique « Tu es un jour de fête, de de de de de de de de de... ».
Le succès international fulgurant de ce tube et de l'album (7e meilleure vente d'albums aux États-Unis, et 8e au Royaume-Uni) amorce l'importante carrière internationale du groupe (avec un record de plus de 220 millions de disques vendus en plus de 40 ans de carrière).

## Reprises
Ce tube est repris entre autres par Andy Gibb (accompagné par Olivia Newton-John et ABBA, en 1979)...

## Clip
Le clip est tourné avec les membres des Bee Gees dans un bus de Paris. 

## Les Bee Gees
- Barry Gibb : chant, guitare
- Robin Gibb : chant, piano, orgue Hammond
- Maurice Gibb : basse, piano, orgue, clavecin, mellotron, guitare, chœur
- Vince Melouney : guitare
- Colin Petersen (en) : batterie